# Ħ
Ħ (gemenform: ħ) är en latinsk bokstav som bildats från ett h med ett horisontellt streck genom sig. Den är den elfte bokstaven i det maltesiska alfabetet där den representerar en tonlös faryngal frikativa. I det internationella fonetiska alfabetet står ħ för samma ljud.
Inom fysiken står ℏ för Diracs konstant (Plancks konstant dividerat med två pi). Här kallas tecknet "h-streck".
Gemenformen liknar den kyrilliska bokstaven ћ.

## Datoranvändning
I Unicode har Ħ och ħ kodpunkterna U+0126 och U+0127 medan ℏ har kodpunkt U+210F.